# Brevet de surveillant de baignade
Pour les articles homonymes, voir BSB.
 (mars 2024).
Le brevet de surveillant de baignade (BSB) est un brevet fédéral attribué par la fédération française de sauvetage et de secourisme, et qui permet la surveillance de la baignade en accueil collectif de mineurs. Il est soumis à un recyclage quinquennal. Historiquement, c'était le Ministère de la Jeunesse et des Sports qui présidait l'examen.
Plusieurs conditions sont requises pour pouvoir se présenter à une session ; la formation d'environ 35  heures peut débuter dès 17 ans mais le BSB ne sera remise qu'aux candidats âgés de 18 ans ; il faut aussi être reconnu apte médicalement à la pratique de la natation et du sauvetage, et enfin avoir un minimum d’aptitude et d'entraînement à la natation. Le fait d'être titulaire du Prévention et secours civiques de niveau 1 (PSC1, ex-AFPS) est aussi obligatoire pour l'obtention de ce brevet. 
Le surveillant de baignade est sous la responsabilité hiérarchique du directeur de l'accueil collectif de mineurs (ACM).

## Enseignement dispensé

### Rôle et missions
Avant même l'aspect de surveillance, une baignade doit être avant tout bien préparée. C'est pourquoi le surveillant de baignade (SB) travaille toujours en deux temps :
1. Il prépare la baignade : faire le point avec l'équipe d'animation, connaître les appréhensions des enfants, aménager la zone des activités de baignade.
2. Il surveille la baignade : assurer la sécurité de tout le groupe, faire respecter les règles en développant un esprit de prévention chez les jeunes, conserver ses capacités d'intervention.

### Objectifs
À l’issue de la formation on est capable de :
- déterminer les risques de noyades et d'accidents dans les différentes situations,
- porter assistance à un baigneur en détresse et prodiguer les gestes de secours nécessaires,
- organiser les baignades des enfants en collaboration avec l'équipe d'animation,
- connaître et faire respecter la réglementation des baignades dans les lieux aménagés ou non aménagés,

### Contenu de la formation
- Rôle et fonction du surveillant de baignade
- La réglementation des baignades
- Organiser les baignades
- Prévenir les risques de noyade
- Porter assistance au noyé
- Les gestes de première urgence
- Faire découvrir les milieux aquatiques
- Premières approches de l’eau
- Préparer en équipe les animations autour de l’eau

## L'examen
Les modalités de réussites de l'examen sont les suivantes depuis le 1er janvier 2010 ;
Quatre épreuves éliminatoires (pratiques, sans échauffement) :
- Lancer du ballon de sauvetage : l'épreuve consiste à lancer le "ballon de sauvetage" au-delà d’une distance minimale de 10,50 mètres. Le candidat dispose d’un maximum de trois lancers pour réussir l’épreuve, sans limite de temps. Le lancer est déclaré valable lorsque le ballon tombe au-delà de la ligne des 10,50 mètres.
- 50 mètres mannequin : départ plongé ou sauté, nage sur 25 mètres jusqu'au mannequin lesté (en nage ventrale), plongée en canard, récupération du mannequin et trajet sur 25 mètres. Toute immersion de la face du mannequin supérieure à 5 secondes entraîne l'élimination immédiate du candidat. Aucune note n'est attribuée à l'issue de cette épreuve (pas de limite de temps).
- Nage libre 200m avec obstacle : Il s'agit de nager 200 mètres sur une nage ventrale au choix. Pas de limite de temps. La seule contrainte est la présence d'un obstacle de 2m de large tous les 25 mètres. Aucune partie du corps ne doit ressortir de l'eau au moment du passage de l'obstacle.
- Épreuve pratique de soin de 1re urgence aux noyés : effectuer les gestes corrects pour un cas non évolutif du type : inconscient qui respire ou inconscient qui ne respire pas (noyade chez enfant de 1 à 8 ans, ou enfant de plus de 8 ans).

Deux épreuves notées (orale) :
- Réglementation et organisation des baignades dans le cadre des accueils collectifs de mineurs : 2 questions sur le programme de la réglementation et l’organisation des baignades.
- Prévention des noyades : 2 questions sur la connaissance du milieu aquatique, les facteurs prédisposant à l’hydrocution, des précautions à prendre et des imprudences à ne pas commettre.

## Recyclage quinquennal
Ce brevet nécessite une révision pour conserver sa validité. Cette remise à niveau permet d'apprécier les titulaires sur plusieurs points.
3 épreuves éliminatoires (identiques aux épreuves au-dessus): 
- 50 m mannequin,
- 200 m nage libre avec obstacles,
- Épreuve pratique de soin de 1re urgence aux noyés.